# Patins

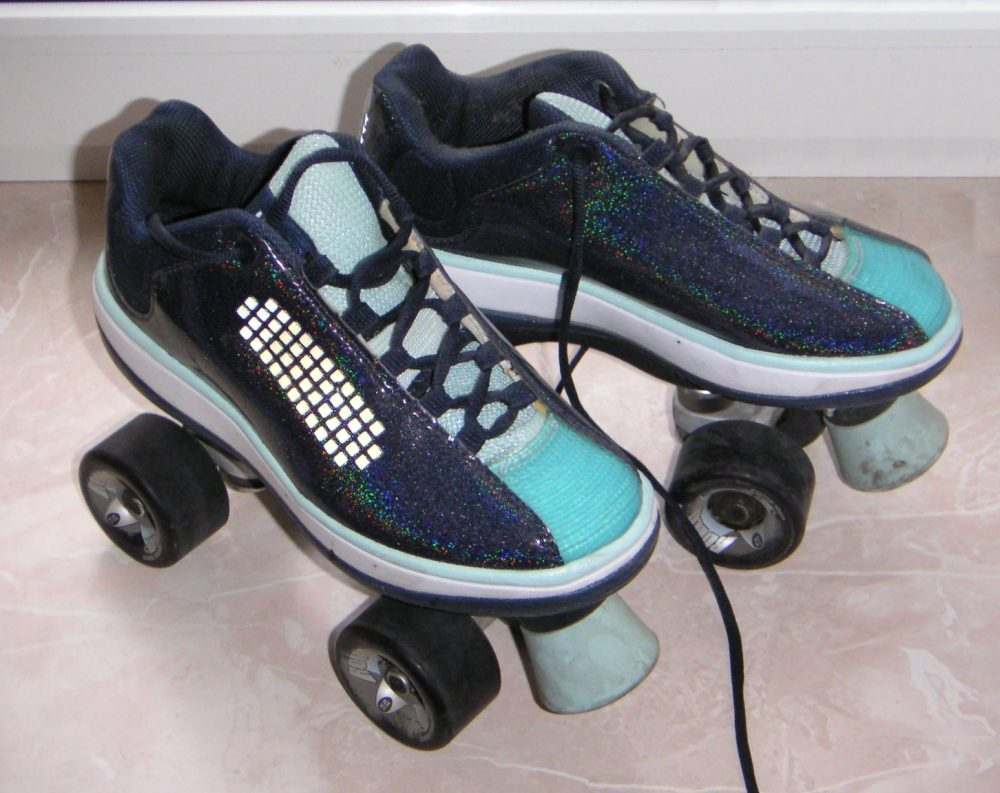
Um par de patins

Patins são sapatos ou amarrações que se encaixam em sapatos que são usados para permitir que o usuário role sobre rodas. O primeiro foi um patins em linha, efetivamente um patins no gelo com rodas substituindo a lâmina. Mais tarde, o estilo "quad skate" tornou-se mais popular, consistindo em quatro rodas dispostas na mesma configuração de um carro típico.
A patinação é um hobby, esporte e meio de transporte usando patins.

## História
Enquanto o primeiro uso relatado de patins com rodas foi em um palco de Londres em 1743, o primeiro "roller skate" patenteado foi introduzido em 1760 pelo inventor belga John Joseph Merlin. Eles eram difíceis de dirigir e parar era difícil devido ao fato de que eles não tinham nenhum tipo de mecanismo de frenagem e, como tal, eles não conseguiram ganhar popularidade. Merlin demonstrou sua invenção durante uma festa na cidade de Huy, durante a qual ele patinou enquanto tocava violino.

Na década de 1840, a ópera Le prophète, de Meyerbeer, apresentava uma cena em que artistas usavam patins para simular patinação no gelo em um lago congelado montado no palco. Esta exposição teve um impacto no público e levou ao surgimento da patinação como uma atividade nova e popular em todo o continente. Como os patinadores de gelo posteriormente desenvolveram a arte da patinação artística, os patinadores queriam a capacidade de virar seus patins de maneira semelhante. 

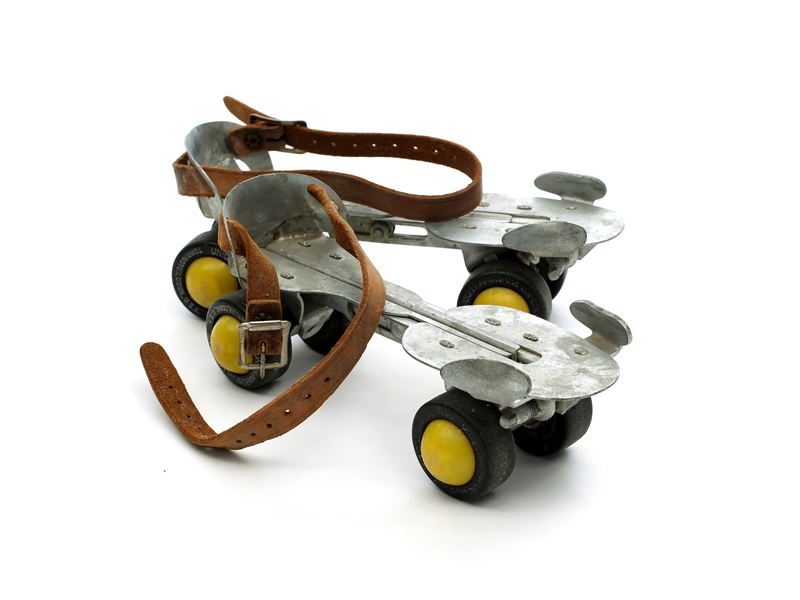
Patim de rodas para se atarem aos sapatos

Em 1863, James Plimpton, de Massachusetts, inventou o skate "rocking" e usou uma configuração de quatro rodas para estabilidade, e eixos independentes que giravam pressionando para um lado do skate ou para o outro quando o skatista queria criar uma borda. Esta foi uma grande melhoria no design Merlin, que era mais fácil de usar e impulsionou a enorme popularidade da patinação, apelidada de "rinkomania" nas décadas de 1860 e 1870, que se espalhou para a Europa e ao redor do mundo, e continuou até a década de 1930. O skate Plimpton é usado até hoje.
Eventualmente, a patinação evoluiu de apenas um passatempo para um esporte competitivo; patinação de velocidade, corrida de patins e patinação artística, muito semelhante ao que pode ser visto nas Olimpíadas no gelo. Em meados da década de 1990, o hóquei em patins, jogado com uma bola em vez de um puck, tornou-se tão popular que até fez uma aparição nos Jogos Olímpicos em 1992. As estatísticas da Associação Nacional de Artigos Desportivos mostravam, a partir de um estudo de 1999, que 2,5 milhões de pessoas jogavam hóquei em patins. A patinação foi considerada para os Jogos Olímpicos de Verão de 2012 mas nunca se tornou um evento olímpico. Outros esportes de patinação incluem patinação e roller derby.
A popularidade da patinação começou durante o final dos anos 1950 e 1960 nos salões de dança adolescente do rock'n'roll, mas explodiu e decolou na era disco e new wave dos anos 1970 e 1980, tornando-se popular e uma coisa icônica da época. No início dos anos 1990, começaria a diminuir em popularidade. As vendas de patins aumentaram durante a pandemia de COVID-19, à medida que as pessoas buscavam atividades seguras ao ar livre.
A patinação teve um revival no final dos anos 2010 e início de 2020, estimulado por uma série de vídeos virais no popular aplicativo de compartilhamento de vídeos TikTok e também um revival da cultura pop dos anos 1970 e 1980 da nostalgia do cinema e da TV. Muitas marcas populares esgotaram até o ponto de atraso, com muitas pessoas adotando o hobby durante as quarentenas COVID-19 em todo o mundo.